# Фройд би плакав
«Фройд би плакав»[ISBN відсутній] — роман української письменниці та співачки Ірени Карпи, вперше видана у 2004 році видавництвом «Фоліо».

## Анотація
Париж — Франкфурт — Джокджакарта — Джакарта — Банг-кок-Джакарта — Джокджакарта — Київ — Яремча — Київ — Джакарта — Плі Айр — Убуд — Джокджакарта — Берлін — Мюнхен — Київ — Делі — Агра — Катманду — Тхімпху — Київ — Яремча — Лімасол — Київ — Ярославль — Київ — Прага Такий шлях зробив цей роман, перш ніж стати книжкою «Фройд би плакав». Кемпінги і дорогі готелі, помешкання українських заробітчан і західних дипломатів, шведський коханець зі шляхетною місією покращити світ і російський коханець з купою проблем, світ шоу-бізнесу і буддистські храми, а ще — багато-багато коротких притч і анекдотів, сумних і не дуже історій. Все це з відвертістю, якої ще не знала українська література. Ця книжка може приголомшити, але не відпустить до останньої сторінки, залишаючи відчуття довгої і виснажливої подорожі, після якої стаєш іншою людиною.

## Рецензії
- Рецензія